# Antonia Thomas
Antonia Laura Thomas (London, 1986. november 3. –) angol színésznő.
Leginkább Alisha Daniels szerepében ismert a brit Kívülállók című sorozatból. Később főszereplőként feltűnt a Lovesick és a Doktor Murphy epizódjaiban is.

## Élete és pályafutása
A Bristol Old Vic Theatre School drámaiskola hallgatója volt. Egy nappal azután, hogy befejezte tanulmányait, már szerepet is ajánlottak neki a Kívülállók című brit vígjáték-drámasorozatban. A sorozatban 2009 és 2011 között alakított egy Alisha Daniels nevű szereplőt. 2011-ben, a harmadik évad végén távozott a műsorból. 2012-ben feltűnt a Coldplay "Charlie Brown" című dalának videóklipjében.
2014-től a brit Channel 4 Scrotal Recall című romantikus sorozatában szerepelt. A második évad már a sugárzási jogokat megvásárló Netflixen jelent meg 2016 őszén, a sorozat a Lovesick címet kapta.
2017-től Dr. Claire Browne szerepét kapta meg a Doktor Murphy című orvosi drámasorozatban.

## Filmográfia

### Film
Rövidfilm
| Év   | Cím                           | Szerep         | Megjegyzések               |
| ---- | ----------------------------- | -------------- | -------------------------- |
| 2011 | Misfits: Erazer               | Alisha Daniels |                            |
| 2013 | Air                           | Alex           |                            |
| 2015 | Isla Traena                   | D              |                            |
| 2016 | Breaking                      | Anna           |                            |
| 2016 | The Work                      | Juliet         |                            |
| 2017 | Homer                         | Lexi           |                            |
| 2020 | Freedoms Name Is Mighty Sweet | Lucille Hunter | társíró és vezető producer |

Nagyjátékfilm
| Év   | Magyar cím   | Eredeti cím           | Szerep          | Magyar hang  |
| ---- | ------------ | --------------------- | --------------- | ------------ |
| 2012 |              | Eight Minutes Idle    | Adrienne        |              |
| 2012 |              | Spike Island          | Lisa            |              |
| 2013 |              | Sunshine on Leith     | Yvonne          |              |
| 2013 | Hello Carter | Hello Carter          | Mischa          | Vadász Bea   |
| 2014 | Pörgés       | Northern Soul         | Angela          | Csondor Kata |
| 2014 |              | Scintilla             | Steinmann       |              |
| 2015 | A túlélő     | Survivor              | Naomi Rosenbaum |              |
| 2016 |              | FirstBorn             | Charlie         |              |
| 2017 |              | Rearview              | Nicky           |              |
| 2021 |              | All on a Summer's Day | Nicky           |              |
| 2024 |              | Bagman                | Karina          |              |

### Televízió
| Év        | Magyar cím                   | Eredeti cím                          | Szerep            | Megjegyzések                                           |
| --------- | ---------------------------- | ------------------------------------ | ----------------- | ------------------------------------------------------ |
| 2009–2011 | Kívülállók                   | Misfits                              | Alisha Daniels    | - főszereplő (21 epizód) - magyar hangja: Csondor Kata |
| 2010      |                              | Stanley Park                         | Sadie             | tévéfilm                                               |
| 2010      | A mélység                    | The Deep                             | Maddy             | minisorozat (3 epizód)                                 |
| 2012      |                              | Homefront                            | Tasha Raveley     | 6 epizód                                               |
| 2014      | Fleming – Rázva, nem keverve | Fleming                              | dzsesszénekes     | minisorozat (2 epizód)                                 |
| 2014      | A szállító                   | Transporter: The Series              | Ferrara           | 1 epizód                                               |
| 2014–2018 | Lovesick                     | Lovesick                             | Evie              | főszereplő (22 epizód)                                 |
| 2015      | A muskétások                 | The Musketeers                       | Samara Alaman     | 2 epizód                                               |
| 2015      | Teletabik                    | Teletubbies                          | narrátor (hangja) | 120 epizód                                             |
| 2017–2024 | Doktor Murphy                | The Good Doctor                      | Dr. Claire Brown  | - főszereplő (80 epizód) - magyar hangja: Vadász Bea   |
| 2018      |                              | Snatches: Moments from Women's Lives | Leonie            | minisorozat (1 epizód)                                 |
| 2020      | Kis fejsze                   | Small Axe                            | Gretl Logan       | 1 epizód                                               |
| 2022      |                              | The Wonderful World of Mickey Mouse  | narrátor (hangja) | 1 epizód                                               |
| 2022      |                              | Suspect                              | Maia              | 8 epizód                                               |
| 2023      | Ébren                        | Still Up                             | Lisa              | főszereplő (8 epizód)                                  |

## Fordítás
- Ez a szócikk részben vagy egészben  az   Antonia Thomas című angol Wikipédia-szócikk ezen változatának fordításán alapul.  Az eredeti cikk szerkesztőit annak laptörténete sorolja fel. Ez a jelzés csupán a megfogalmazás eredetét és a szerzői jogokat jelzi, nem szolgál a cikkben szereplő információk forrásmegjelöléseként.